# Bourg-de-Visa
 Bourg-de-Visa  es una comuna y población de Francia, en la región de Mediodía-Pirineos, departamento de Tarn y Garona, en el distrito de Castelsarrasin. Es chef-lieu del cantón homónimo. No está integrada en ninguna Communauté de communes u organismo similar.

## Demografía
| 581 | 512 | 431 | 406 | 424 | 430 |
| Para los censos de 1962 a 1999 la población legal corresponde a la población sin duplicidades (Fuente: INSEE [Consultar]) |     |     |     |     |     |